# Cerro Viteau

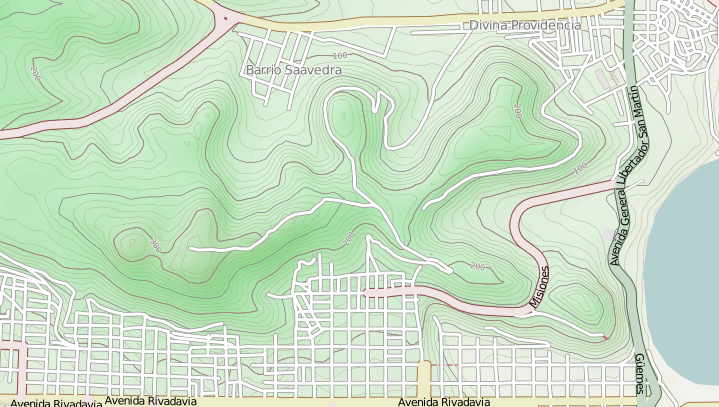
Mapa topográfico del Cerro Viteau, ubicado al norte del cerro Chenque. (Fuente: OpenStreetMap)

El Cerro Viteau es un accidente geográfico de tipo meseta, ubicado en la ciudad de Comodoro Rivadavia, Patagonia Argentina. Es una elevación importante y posible divisarlo desde la parte norte de dicha ciudad. Juntos con otras formaciones mesetarias, como el Cerro Hermitte y el Chenque, dividen y atraviesan la ciudad formando distintas zonas y barrios.
Su ladera norte es un punto crítico de riesgo geológico con presencia de deslizamientos planares.

## Datos
El cerro, al igual que el cerro Chenque, está formado por una sucesión de capas de areniscas, conglomerado, fosilífero con moluscos marinos, yeso, cal y formaciones ferruginosas dando un colorido singular que varía entre grises verdosos, azulados y amarillentos. La presencia de sedimentos marinos y continentales se debe a que, durante el período terciario la zona fue sometida a un descenso por debajo de los niveles normales.
Su cumbre alcanza una altura de 230 metros sobre el nivel del mar, siendo el más altos del trío hermano del que participan el Cerro Chenque y Cerro Hermitte, con quienes comparte una forma similar y mucha proximidad. Todos estos accidentes pertenecen a la formación geológica conocida como Meseta patagónica, las últimas manifestaciones visibles antes de perderse en el mar.

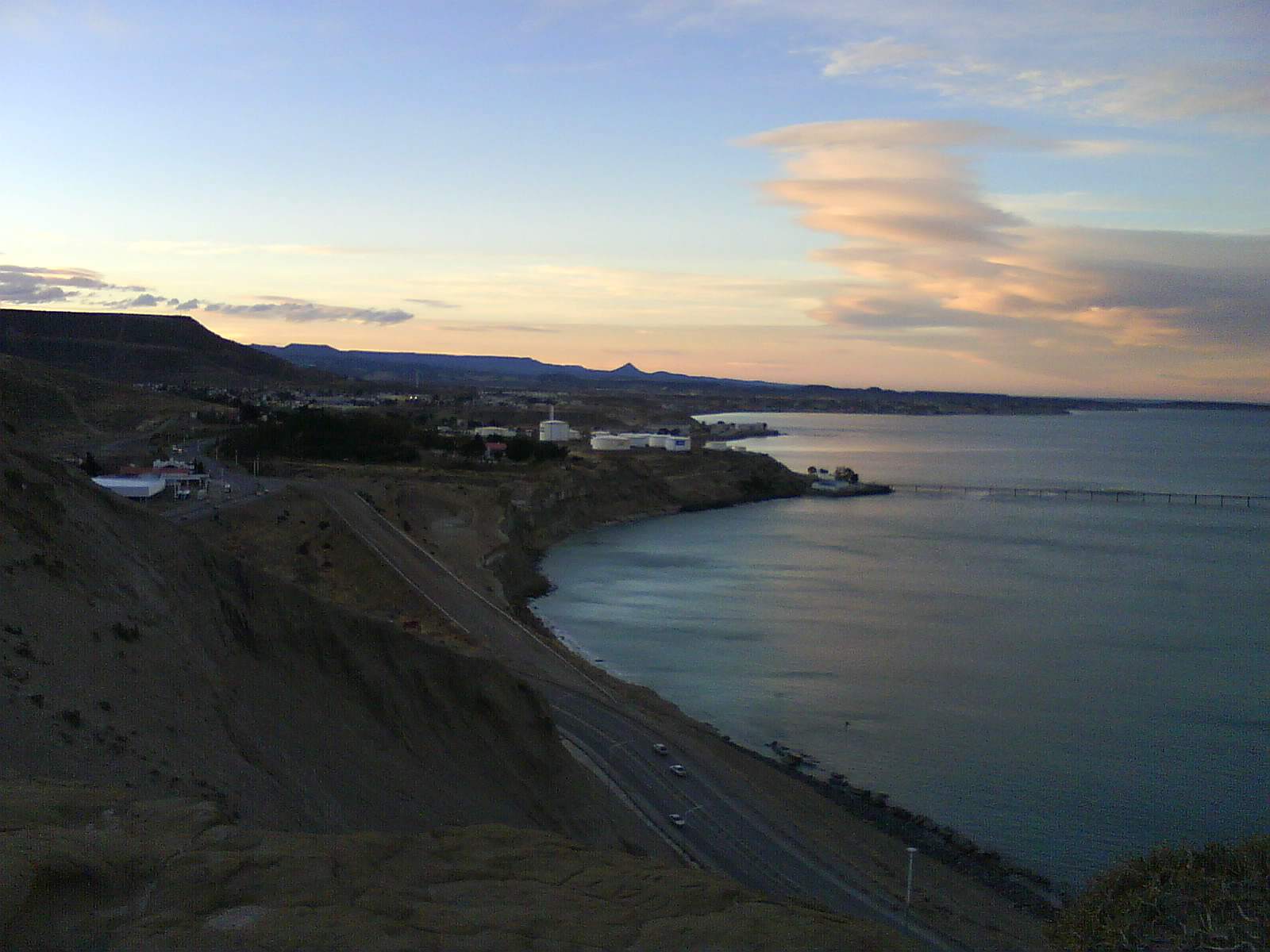
El talud de este cerro, que comparte con el Cheque, atravesado por la Ruta 3. En este sector, el Chenque divide la zona norte y la zona sur del aglomerado Comodoro Rivadavia - Rada Tilly. También aquí se producen la mayoría de los derrumbes.

## Ubicación y Actualidad
El cerro se encuentra al sur de la zona norte de Comodoro Rivadavia, al sudeste del Barrio Saavedra, y al este del Parque eólico Antonio Morán. El cañadón Infiernillo separa esta elevación del cerro Chenque, la distancia entre ambos cerros provoca deslizamientos en esta zona que afectan el estado del camino del Centenario, llegando a provocar grandes desniveles peligrosos para los autos. La falla geológica del infiernillo es objeto de la obra aterrazamiento del chenque. En 2017 se constató que el cerro Viteau -ubicado al sudeste del barrio Saavedra- sufrió un deslizamiento rotacional de una porción de tierra de aproximadamente 300 metros de largo por 80 de alto la cual se deslizó algunos metros hacia abajo. Esto podría haberse provocado por la gran cantidad de agua caída durante el temporal de 2017.

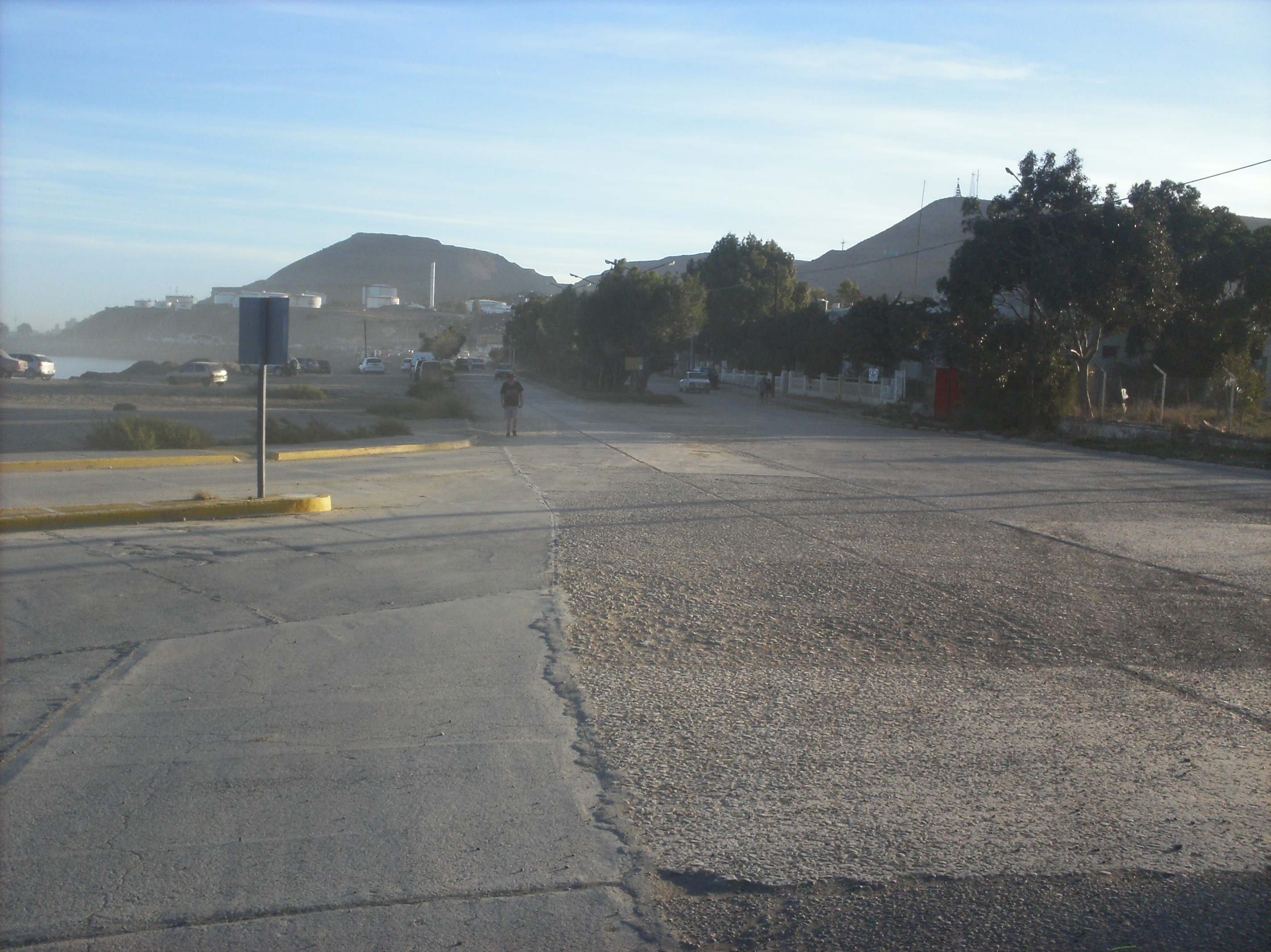
Vista panorámica desde la zona norte y, del Chenque y el Cerro Viteau, ambos cortando al aglomerado.

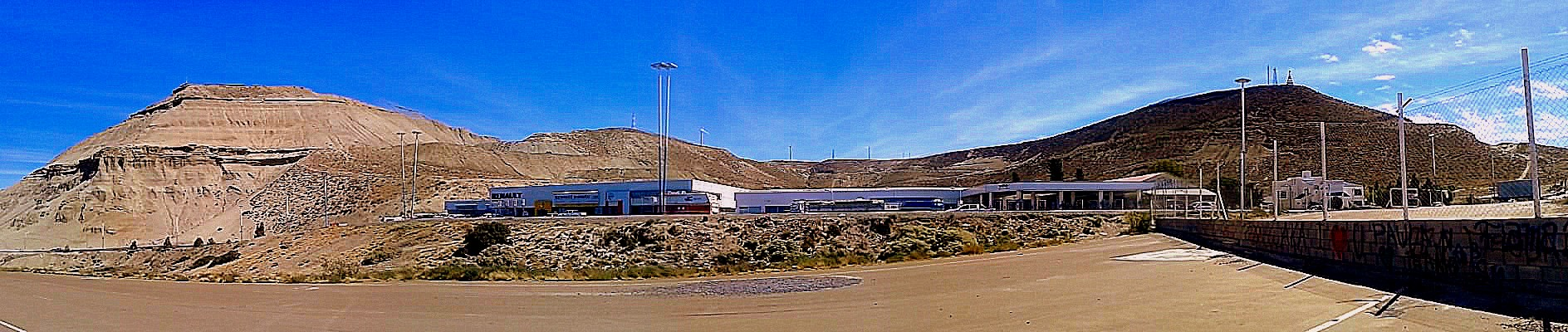
El parque Antonio Morán en lo alto de los cerros Cerro Viteau y Chenque desde la Ruta 3.